# Saia
Una saia, com a peça de vestir femenina, és un precedent de la faldilla. És una peça de teixit força llarga i tancada (amb una obertura lateral en alguns models) que originalment solia cobrir de la cintura als peus.
En el mateix context de la indumentària antiga hi ha la saia masculina medieval, la gonella i el saial (com a peça de tela de llana basta).
La paraula saia prové del llatí vulgar «sagĭa», i aquests terme vindria al seu torn del llatí «sagum» (túnica curta, vesta militar).

## Història

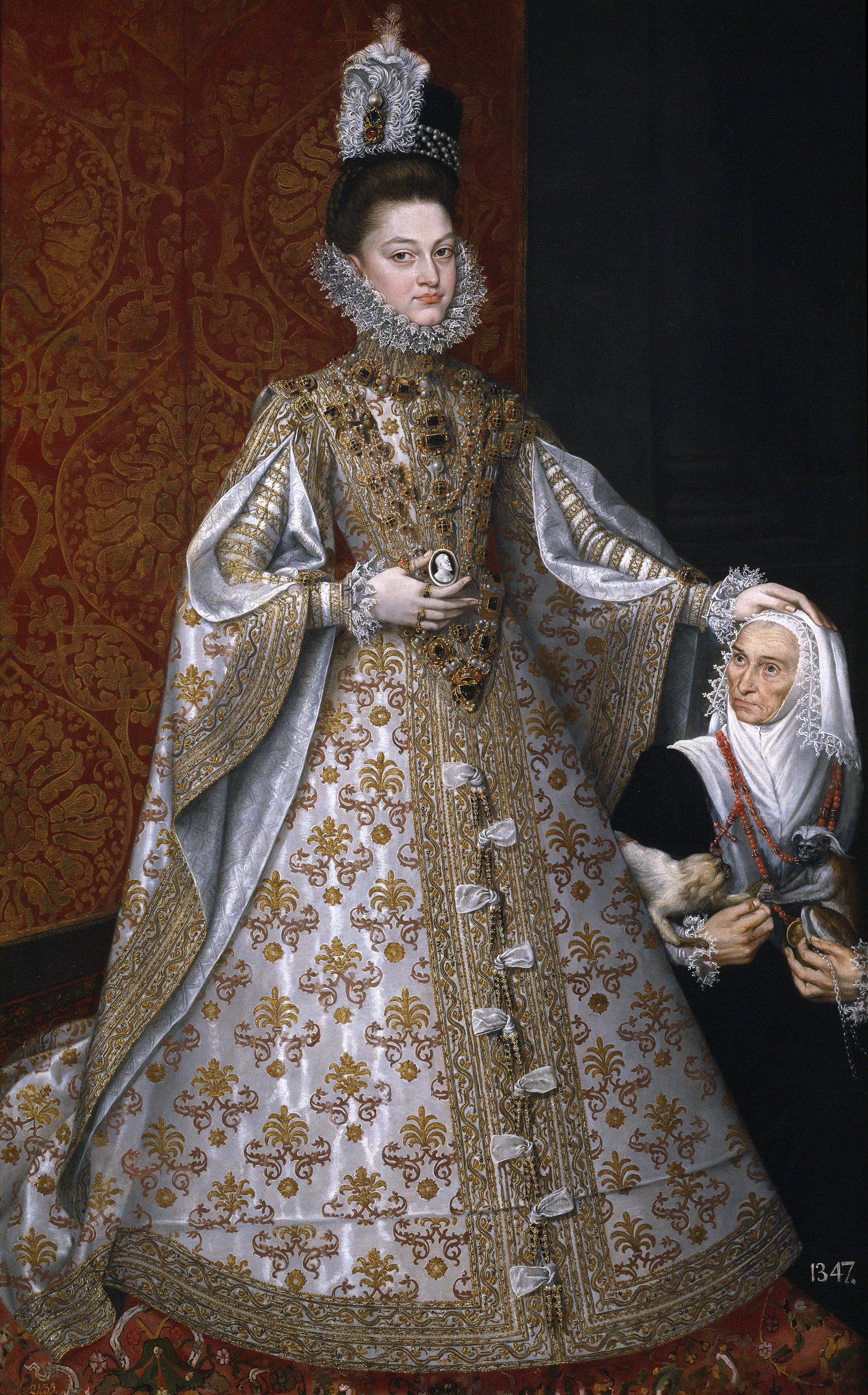
Luxosa saia espanyola del, pintada per Alonso Sánchez Coello, en el retrat de la infanta Isabel Clara Eugenia amb Magdalena Ruiz i les seves mascotes. (Museu del Prado)

Al segle xiii a Espanya la saia era una peça, comuna per a homes i dones, que podia portar-se per sobre de la camisa (en els cercles de la noblesa, doncs les persones humils portaven una sola capa de roba). La saia medieval era una espècie de túnica folgada que es plegava a la cintura amb un cinturó, i que en el cas de les dones solia ser més llarga, arribant a cobrir els peus. El brial era una peça feta semblant, però més llarga i luxosa, portada només per les dones a partir del segle xiii. En aquesta època, l'equivalent de la saia castellana en el regne d'Aragó era la gonella, que en moltes ocasions apareix com a sinònim.
Al segle xv es denomina saia al vestit complet portat per les dones. Entre el segle xv i el segle xvi s'introdueix a Espanya un nou model de saia, anomenat saia francesa, que es caracteritza per les seves mànigues molt amples, i que necessitava més tela per a la seva confecció que les saies anteriors. Era un vestit cenyit una mica per sobre de l'altura natural de la cintura, però la seva cinta de malucs era molt baixa, i queia per en arc per davant.
A Espanya, a partir de mitjans del segle xvi, la saia va donar nom a una luxosa i elegant peça cortesana composta per un vestit en dues peces separades confeccionades amb la mateixa tela: un cos i una faldilla amb cua. Amb el temps, la saia va passar a designar únicament la faldilla.

### La saia canària
En combinació amb altres peces, la saia forma part del vestit tradicional de diferents regions i països. Per exemple, a les Illes Canàries entre els segles xvi i XIX, la saia va ser el complement tradicional del mantell en la vestimenta femenina, formant un conjunt que puja per l'esquena fins al cap, recollint antigues tradicions indumentàries com la 'tapada' espanyola o la tapada de Lima, a Amèrica.